# Kambalny
De Kambalny (Russisch: Камбальный) is de zuidelijkste grote stratovulkaan op het Russische schiereiland Kamtsjatka. Hij bevindt zich ten zuiden van de grote Paoezetka-depressie (met de Diki Greben en het Koerilenmeer) en ten zuidoosten van de Kosjelev, aan de zuidwestelijke punt van de oostelijke vulkaangordel van Kamtsjatka.
De Holocene basaltische vulkaan heeft twee toppen; een westelijke, die werd gevormd in het vroege Holoceen en die rond 4300 v.Chr. werd verwoest door een grote instorting aan de top, waardoor een grote krater ontstond van 200 bij 300 meter en 100 meter diep, die aan de zuidoostzijde is opengebroken en ten minste 3 aardverschuivingen veroorzaakte. De eerste hiervan daalde 14 kilometer af naar beneden naar het zuidoosten en werd gevolgd door een serie van krachtige explosieve uitbarstingen, die een nieuwe top deden ontstaan ten oosten van de oude westelijke top. Een volgende instorting vond plaats in zowel de oude als de nieuwe top en leidde tot de tweede puinlawine, die 350-meter hoge heuvels in de buurt bedekte onder een lading steen en een afzetting van 5 bij 20 kilometer vormde ten zuidzuidwesten van de vulkaan. De derde puinlawine nam delen van de oude en de nieuwe toppen mee en zette ze ruim 10 kilometer noordoostelijker af in een riviervallei. De eerste twee puinafzettingen bestaan hoofdzakelijk uit lavablokken en scoria uit de Holocene vulkaan en de derde uit sterk verweerde kleirotsen uit de oude rug. Gezamenlijk hebben deze drie afzettingen een grof geschat volume van 5 tot 10 km³, de grootste Holocene instorting van Kamtsjatka. Latere uitbarstingen leidden tot de vorming van een nieuwe kegel en tot de opvulling van een deel van de krater. Oudere zuidelijkere puinwaaiers worden beschouwd als morenes of lavavelden.
De ruimte tussen de puinwaaiers is bedekt met veenmoerassen. In het veen bevinden zich alle aslagen van de zuidelijke Kamtsjatkaanse vulkanen, die zich hier bevonden in de tweede helft van het Holoceen, waardoor alle grote uitbarstingen uit die tijd met radiocarbondatering kunnen worden bepaald. Rond 1400 vond de laatste grote uitbarsting van de Kambalny plaats; een freatische uitbarsting, die een lading puin achterliet op de zuidwestelijke helling van de vulkaan. Later vonden nog een aantal kleinere uitbarstingen plaats, waarvan een aantal verantwoordelijk waren voor de productie van lahars.
Op de westelijke en zuidoostelijke flanken bevinden zich in totaal 5 sintelkegels, die in het verleden voor lavastromen hebben gezorgd. Op de flanken van de vulkaan bevinden zich actieve gebieden met fumarolen.
Op 24 maart 2017 werd de vulkaan voor het eerst actief sinds 1769.